# Malus sargentii
Malus sargentii es una especie de planta perteneciente al género Malus. La especie antes era considerada una variedad de la especie Malus sieboldii.

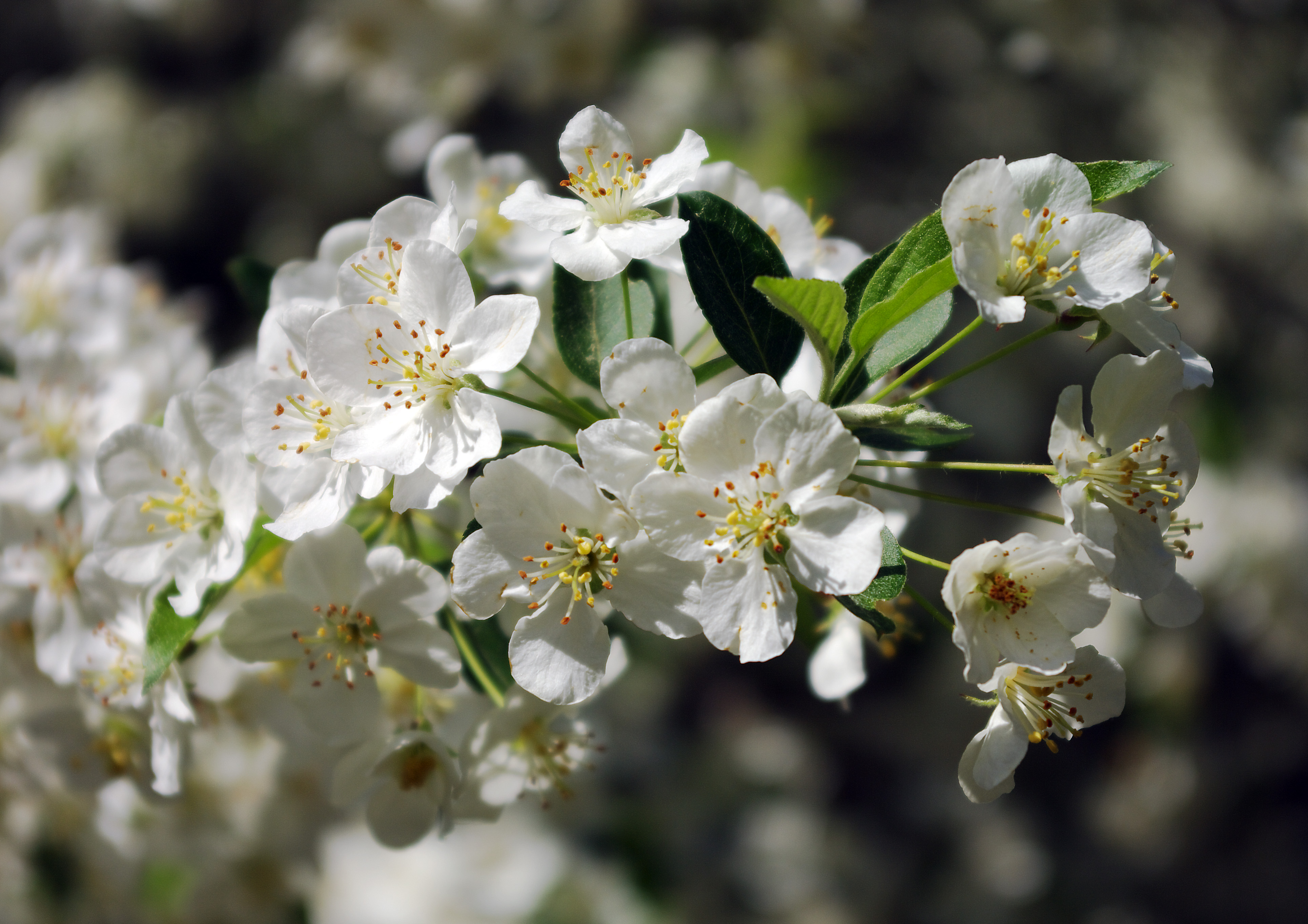
Flores

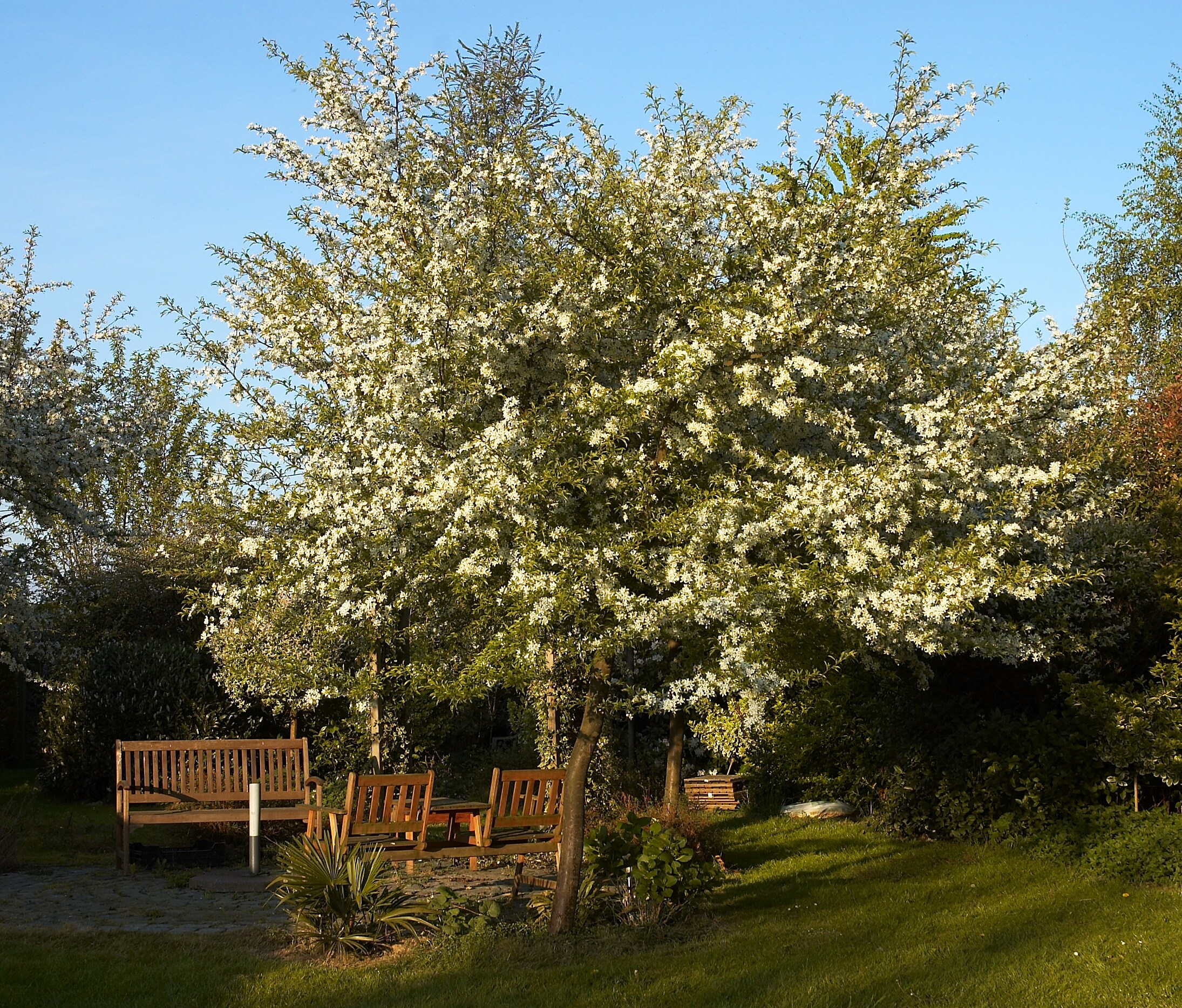
M. sieboldii var. sargentii, i.e. M. sargentii

## Descripción
La planta es un arbusto que alcanza un tamaño de cerca de 120 cm de altura . Malus sargentii es nativo de Japón, pero se usa comúnmente como un arbusto ornamental en otros lugares. 

## Taxonomía
Malus sargentii fue descrito por Alfred Rehder y publicado en Trees and Shrubs 1(2): 71, pl. 36. 1903. 
Sinonimia
- Malus × sargentii Rehder
- Pyrus sargentii (Rehder) Bean[4]